# Phosphatodraco
Phosphatodraco is een geslacht van uitgestorven pterosauriërs, behorend tot de groep van de Pterodactyloidea, dat leefde tijdens het Laat-Krijt in het gebied van het huidige Marokko.
De soort Phosphatodraco mauritanicus werd in 2003 benoemd en beschreven door een team van Spaanse, Franse en Marokkaanse paleontologen: Xabier Pereda Suberbiola, Nathalie Bardet, Stéphane Jouve, Mohamed Iarochène, Baâdi Bouya en Mbarek Amaghzaz. De geslachtsnaam verwijst naar de fosfaatlagen waaruit het fossiel stamt en naar het Latijn voor draak, draco; de soortaanduiding naar Mauretania, de naam Latijnse naam in de klassieke oudheid voor het gehele gebied van Noordwest-Afrika.
Vanaf 1997 voert het Office Chérifien des Phosphates in samenwerking met het Ministerie voor Energie en Mijnbouw en ondersteund door het Franse Centre National de la Recherche Scientifique opgravingen uit in fosfaatlagen nabij Khouribga. In het voorjaar en de zomer van 2000 werden in het grote fosfaatbassin van Oulad Abdoun, dat stamt uit het Maastrichtien, resten gevonden van een pterosauriër, de eerste uit het Opper-Krijt van Noord-Afrika.

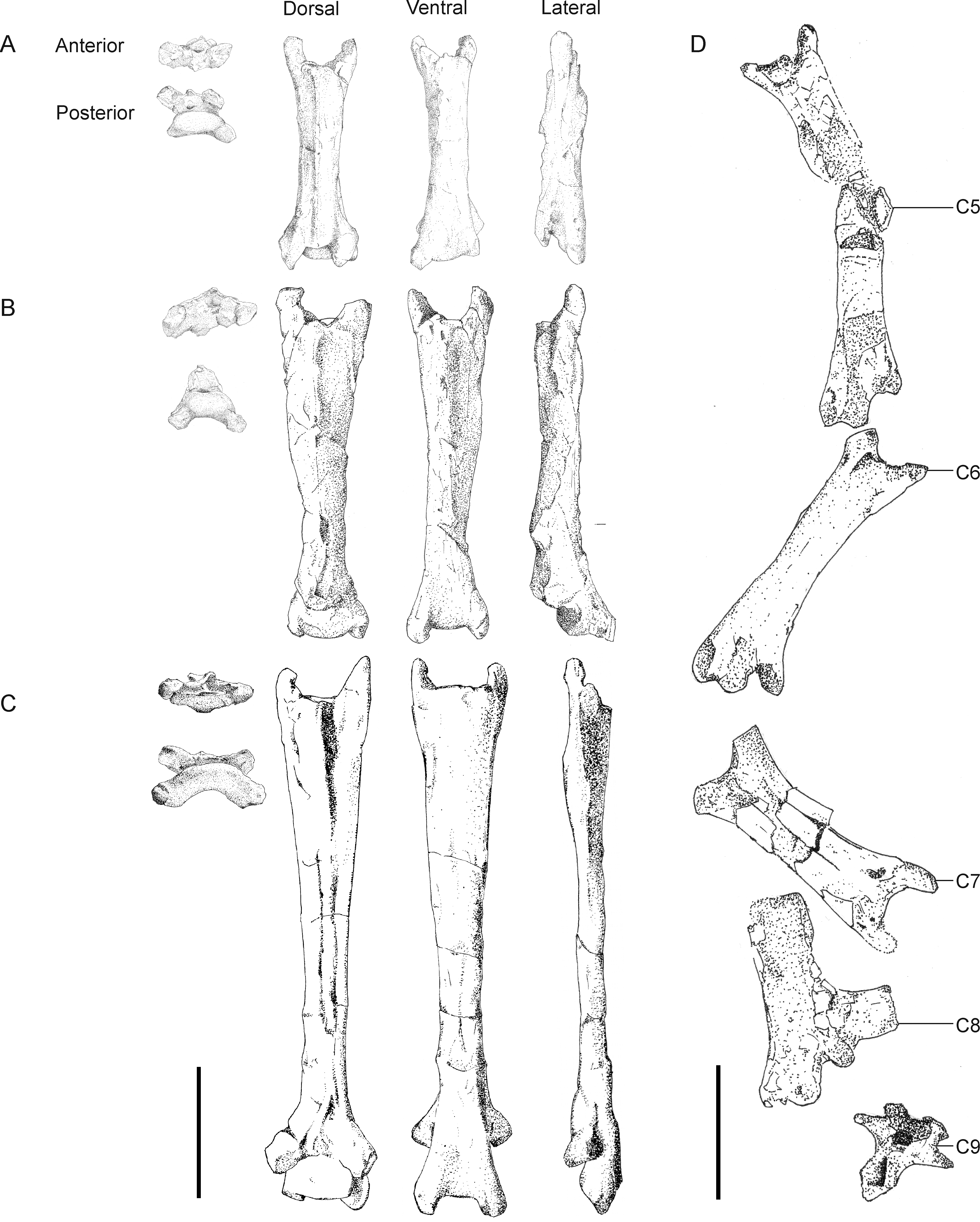
Een vergelijking van de halswervels van Quetzalcoatlus links en Phosphatodraco (in situ) rechts

Het holotype, OCP DEK/GE 111 (eerder: OCP N1:1), bestaat uit een enkel blok, 98 centimeter lang en 34 centimeter breed, dat vijf enigszins verspreid liggende halswervels bevat en nog een niet te determineren stuk bot. De wervels zijn samengedrukt en beschadigd en zijn daarom niet volledig uit het substraat geprepareerd. De langste en voorste bewaard gebleven wervel, vermoedelijk de vijfde, is zo'n dertig centimeter lang. Ze tonen, hoewel vrij robuust, de typische bouw van de wervels van de Azhdarchidae: een totale reductie van de doornuitsteeksels en beperkte zijwaartse beweeglijkheid, het ontbreken van zijdelingse foramina pneumatica en het bezit van voorste groeven op de onderzijde. De achterste twee zijn echter atypisch lang met doornuitsteeksels en worden door de beschrijvers gezien als de voorste twee ruggenwervels die tot de achtste en negende halswervel zijn gemodificeerd — of, in de interpretatie van Christopher Bennett: halswervels die kenmerken van ruggenwervels hebben. De nek is de meest complete die van de azhdarchiden bewaard is gebleven.
Alexander Kellner stelde in 2010 dat de vermeende langere vijfde halswervel in feite de derde en de vierde wervel vertegenwoordigt.
Phosphatodraco is door de beschrijvers geplaatst in de Azhdarchidae. Hij had volgens de oorspronkelijke schatting een vleugelspanwijdte van ongeveer vijf meter. Kellner stelt dat gezien de in feite kortere nek deze schatting te hoog ligt.
De vorm is nauw aan Quetzalcoatlus verwant die een tijdgenoot van hem was; er is gesuggereerd dat beide soorten identiek zijn en Phosphatodraco dus een jonger synoniem is van Quetzalcoatlus.